# Toi (Giappone)
Toi (土肥町?, Toi-chō) era una cittadina (町?, machi o chō) del Giappone situata nella prefettura di Shizuoka.

## Storia

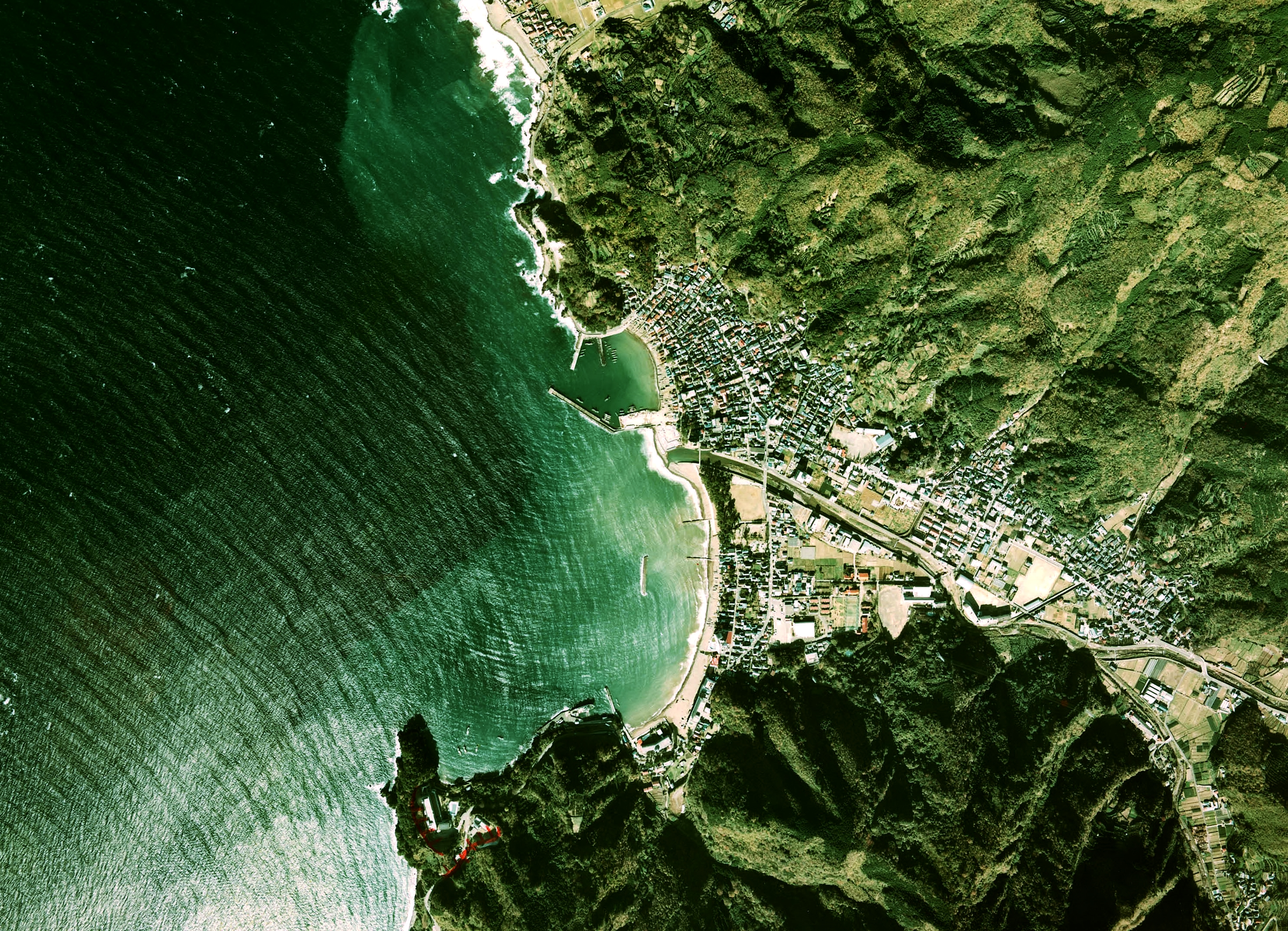
Il porto di Toi in una fotografia aerea del 1976

Dal XIV secolo fu attiva nelle vicinanze di Toi una grande miniera d'oro, la Toi kinzan, che venne definitivamente chiusa nel 1965.
Il 1º aprile 2004 Toi, insieme ad Amagiyugashima, Nakaizu e Shuzenji, tutte città del distretto di Tagata, andò a formare la città di Izu.
Nell'ultimo rilevamento della popolazione fatto il 1º marzo 2004, Toi risultava avere una popolazione di 5.203 abitanti, su una superficie di 49,1 km².

## Cultura

### Musei
Presso Toi sorge la miniera di Toi kinzan, ove ha sede l'omonimo museo.